# Sanjay Gandhi
Sanjay Gandhi (New Delhi, 14 december 1946 - idem, 23 juni 1980) was een Indiaas politicus. Hij was de jongste zoon van eerste vrouwelijke premier van India Indira Gandhi en werd tot zijn dood beschouwd als haar politieke opvolger.

## Levensloop
Sanjay werd geboren als zoon van Indira en Feroze Gandhi. Zijn grootvader was Jawaharlal Nehru, de eerste premier van India. Net als zijn oudere broer Rajiv Gandhi ging hij naar school in Dehradun. Hij liep in Engeland stage bij een fabriek van Rolls-Royce. Hij had veel interesse in sportwagens en behaalde een vliegbrevet.
Zijn moeder, die inmiddels premier was, besloot in 1971 dat er een voor de Indiase middenklasse geschikte auto moest komen die in eigen land ontworpen en geproduceerd moest zijn. Sanjay kreeg het contract voor de ontwikkeling en productie van de wagen, hoewel hij nauwelijks ervaring had op dit vlak. Critici verweten Indira Gandhi nepotisme, maar door de gewonnen Indiaas-Pakistaanse Oorlog nam de kritiek af. Sanjay richtte Maruti Udyog op, maar tijdens zijn leven werd er geen enkele wagen geproduceerd. De publieke opinie keerde zich tegen Sanjay en veel mensen veronderstelden dat er sprake was van corruptie.
In de tussentijd was Sanjay uitgegroeid tot de belangrijkste politieke adviseur van zijn moeder. Vanaf 1975 verloor zij steeds meer steun. Ze werd aangeklaagd en veroordeeld wegens een overtreding van de verkiezingswetgeving. In reactie daarop riep ze de noodtoestand uit. Tijdens deze noodtoestand werden duizenden mensen opgepakt en het parlement buitenspel gezet. Sanjay begon ministers en hooggeplaatste officieren opdrachten te geven, hoewel hij nooit officieel gekozen was. Verschillende ministers stapten op uit protest en Sanjay benoemde vervolgens hun opvolgers. Hij werd beschuldigd omdat de minister van Gezondheid onder dwang vasectomie bij mannen en sterilisatie bij vrouwen liet uitvoeren in het kader van een plan om de bevolkingsgroei onder controle te krijgen. Daarnaast werd hij beschuldigd van de opdracht om een krottenwijk in Delhi met de grond gelijk te maken, waardoor een onbekend aantal mensen de dood vond en een groot aantal geen dak meer boven het hoofd had.
Indira Gandhi hief de noodtoestand in 1977 op, maar deze periode was zeer schadelijk geweest voor haar populariteit en die van de Congrespartij. Ze schreef nieuwe verkiezingen uit, maar verloor die op dramatische wijze van de Janatapartij, een breed verbond van oppositiepartijen. Sanjay had zich verkiesbaar gesteld voor het parlement, maar verloor.
India kreeg een regering bestaande uit zeer verschillende groeperingen en bewegingen. Hun belangrijkste overeenkomst was hun gezamenlijke afkeer van Indira Gandhi. Zij wilden zowel Sanjay als zijn moeder vervolgen vanwege de misstanden die zij in hun ogen tijdens de noodtoestand hadden begaan. Sanjay zat meerdere keren voor een korte periode vast. Door hun verschillen was de regering niet erg stabiel. Ze wisten vrij weinig te bereiken in de ogen van de Indiase bevolking die in hen teleurgesteld raakte. In de verkiezingen van 1980 slaagde Indira erin de macht te heroveren. Sanjay stelde zich nu met succes verkiesbaar voor het parlement.

## Dood en nasleep
Sanjay Gandhi verloor op 23 juni 1980 het leven door een vliegtuigongeluk. Na het doen van verschillende acrobatische stunts verloor hij de controle over het vliegtuig en stortte neer. Zijn broer Rajiv Gandhi nam zijn plek in en volgde zijn moeder op, nadat zij door een aanslag het leven verloor. Rajiv Gandhi werd in 1991 vermoord. Sanjays weduwe Maneka raakte vrij snel na zijn dood gebrouilleerd met haar schoonfamilie. Zij nam namens de Bharatiya Janata-partij zitting in het Indiase parlement en werd later minister voor Vrouwen- en Kinderontwikkeling. Varun, de zoon die zij samen met Sanjay kreeg, werd namens diezelfde partij in het parlement gekozen.
- Bibliothèque nationale de France: cb16902272f (data)
- Gemeinsame Normdatei: 124331602
- International Standard Name Identifier: 0000 0000 2181 5066
- Library of Congress Control Number: n50015418
- Nationale Bibliotheek van Israël: 987007588454805171
- Nederlandse Thesaurus van Auteursnamen: 070481784
- Virtual International Authority File: 69858398
- WorldCat: E39PBJdrH8JJyWfDR3HQ3fckjC